# Anhanguera (pterosauriër)
Anhanguera is een geslacht van pterosauriërs, behorend tot de groep van de Pterodactyloidea, dat tijdens het Vroeg-Krijt leefde in het gebied van het huidige Brazilië.

## Anhanguera blittersdorffi
Het geslacht werd in 1985 benoemd door de Braziliaanse paleontologen Alexander Kellner en Diogenes de Almeida Campos. De geslachtsnaam betekent 'oude duivel' (Anhanguëra) in de taal van de Tupi, een plaatselijke indianenstam; dit was de bijnaam van de avonturier Bartolomeu Bueno da Silva die de nabij de vindplaats gelegen stad Anhanguera gesticht heeft. De typesoort is Anhanguera blittersdorffi. De soortaanduiding eert Rainer Alexander von Blittersdorff, de eigenaar van de Desirée-collectie welke geschonken werd aan het Museu Nacional te Rio de Janeiro waar zich ook het fossiel van A. blittersdorffi bevindt.

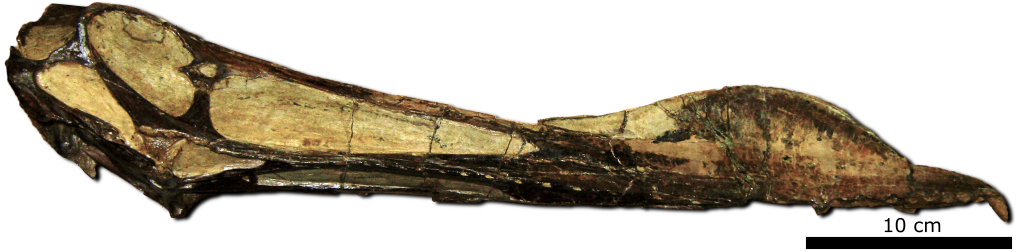
Het holotype MN 4805-V

Het holotype van A. blittersdorffi is MN 4805-V, een schedel, gevonden in het Araripebassin, dat bekend staat om zijn driedimensionaal bewaard gebleven pterosauriërfossielen — de meeste fossielen van die groep zijn sterk platgedrukt omdat ze hol zijn en een dunne wand hebben. Een tweede schedel, n. 40 Pz-DBAV-UERJ, werd ook aan bij de soort ondergebracht als paratype. Het holotype is bijzonder goed geconserveerd. De schedel is langwerpig, 52 centimeter lang, van boven wat hol, heeft kleine tanden en draagt midden op de snuit een smalle en bolle kam. Uit andere exemplaren werd later duidelijk dat ook de onderkaak een kam heeft, welke recht tegenover die van de schedel ligt.

## Andere soorten en de relatie met andere geslachten

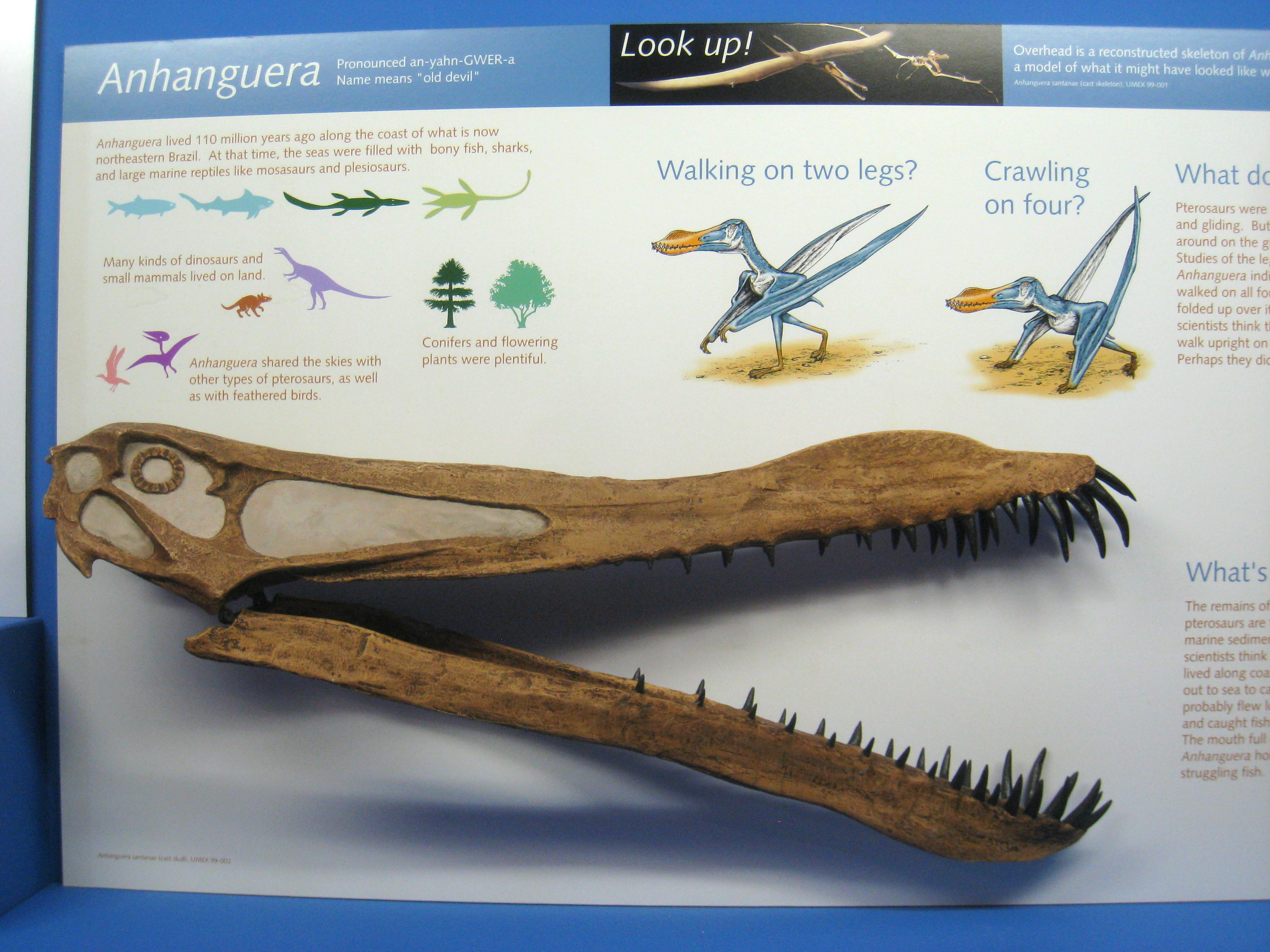
Anhanguera piscator

Het geslacht Anhanguera heeft een uiterst problematische taxonomische geschiedenis. Dit komt doordat aan de ene kant bepaalde later benoemde geslachten, hoewel aparte soorten vertegenwoordigend, en eerder benoemde soorten van andere geslachten bij Anhanguera zijn ondergebracht — en aan de andere kant doordat sommige geleerden claimen dat eerder benoemde geslachten prioriteit hebben ten aanzien van onder Anhanguera benoemde soorten, zowel de typesoort zelf als andere.

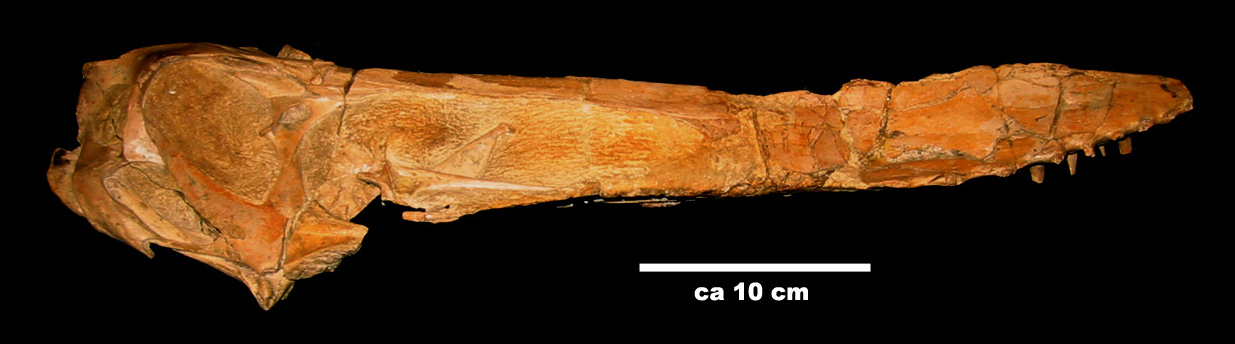
Fossiele schedel van Anhanguera santanae

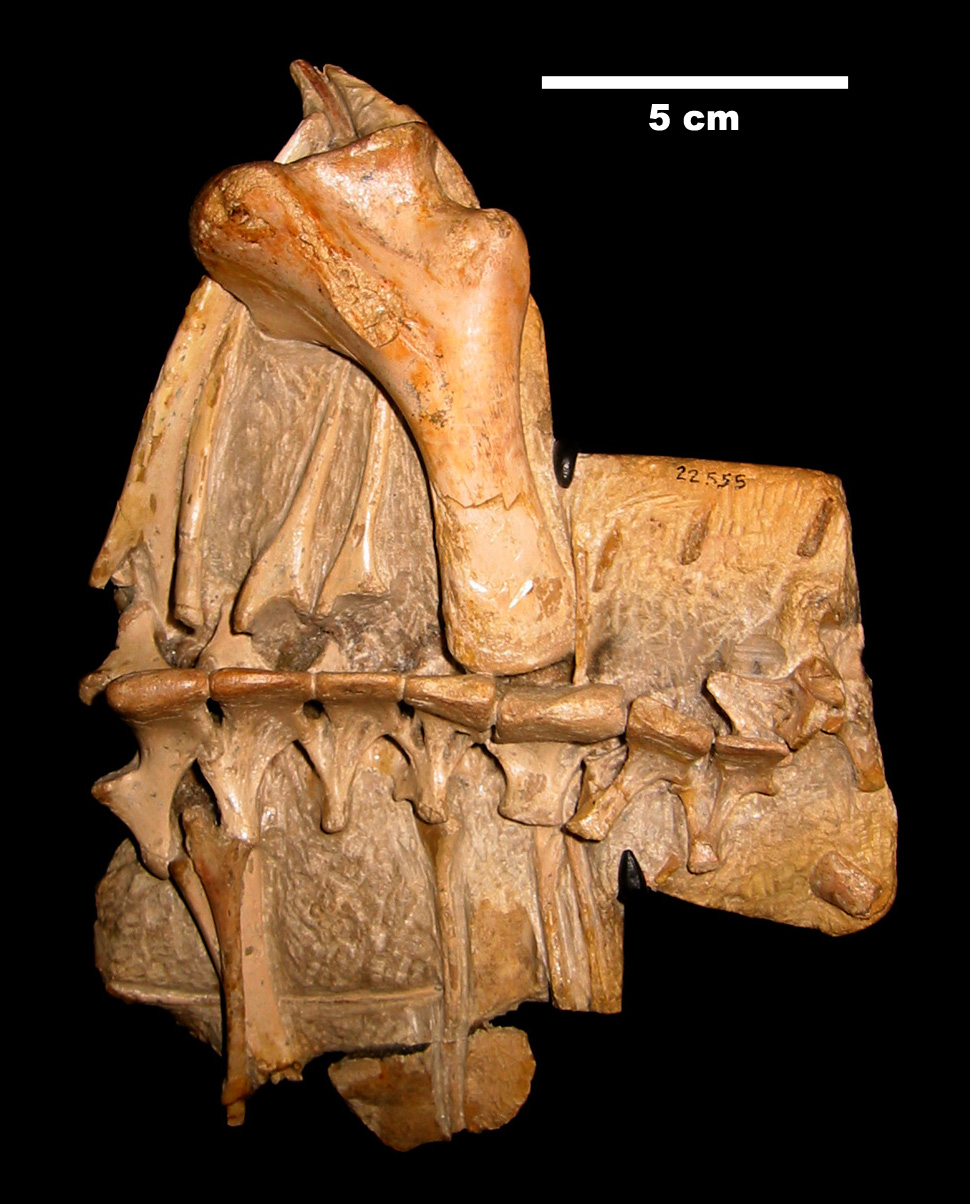
De schoudergordel van A. santanae

In 1990 bracht Kellner Araripesaurus santanae Wellnhofer 1985, holotype BSP 1982 I 90, onder bij Anhanguera als een Anhanguera santanae; vrij algemeen is hij daarna in die voorkeur gevolgd. De soortaanduiding verwijst naar de Santanaformatie. Het gedeeltelijke skelet heeft de best bewaard gebleven schedel, nek, schoudergordel en bekken van alle pterosauriërfossielen. Hetzelfde jaar plaatste hij Santanadactylus araripensis Wellnhofer 1985 als een Anhanguera araripensis. In 1989 had hij al Tropeognathus robustus Wellnhofer 1987, Anhanguera robustus genoemd. Sommige auteurs volgen hem daarin, anderen zien de twee laatste vormen als soorten van een prioriteit hebbend Coloborhynchus. Een direct conflict met dat laatste geslacht ontstond toen Kellner in 2006 Coloborhynchus spielbergi Veldmeijer 2003, Anhanguera spielbergi noemde. Kellner had in 1989  ook Tropeognathus mesembrinus Wellnhofer 1987, Anhanguera mesembrinus genoemd en hiervan is de situatie nog ingewikkelder: sommigen passen deze naam toe, anderen echter zien het als een Ornithocheirus mesembrinus, een Coloborhynchus mesembrinus of een Criorhynchus mesembrinus, zodat hetzelfde fossiel onder vijf namen in de literatuur voorkomt.
Omstreden zijn ook de voorstellen van David Unwin. In 1995 gaf hij Ornithocheirus cuvieri als Anhanguera cuvieri, in 2000 Ornithocheirus fittoni als een Anhanguera fittoni. In 2002 suggereerde hij dat Cearadactylus ligabuei Dalla Vecchia 1993, overigens niet de typesoort van het geslacht, Anhanguera ligabuei genoemd moest worden. In 2005 ontzag hij ook de typesoort van Anhanguera niet meer en noemde Anhanguera blittersdorffi Kelner 1985 nu Coloborhynchus blittersdorffi zodat bij Unwin het begrip een andere inhoud had gekregen.

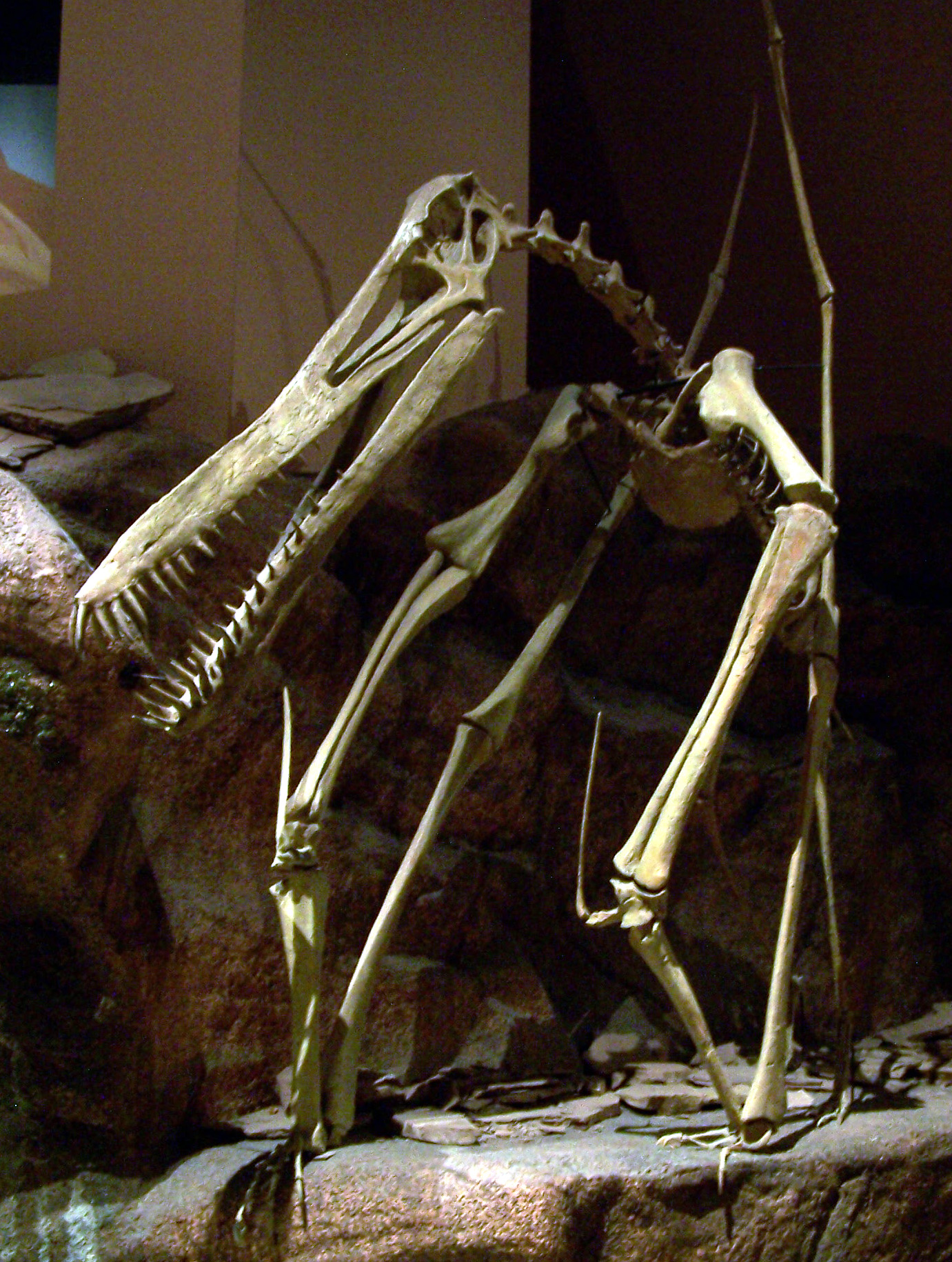
Model van een skelet van Anhanguera, met vele aangevulde en fout geplaatste onderdelen

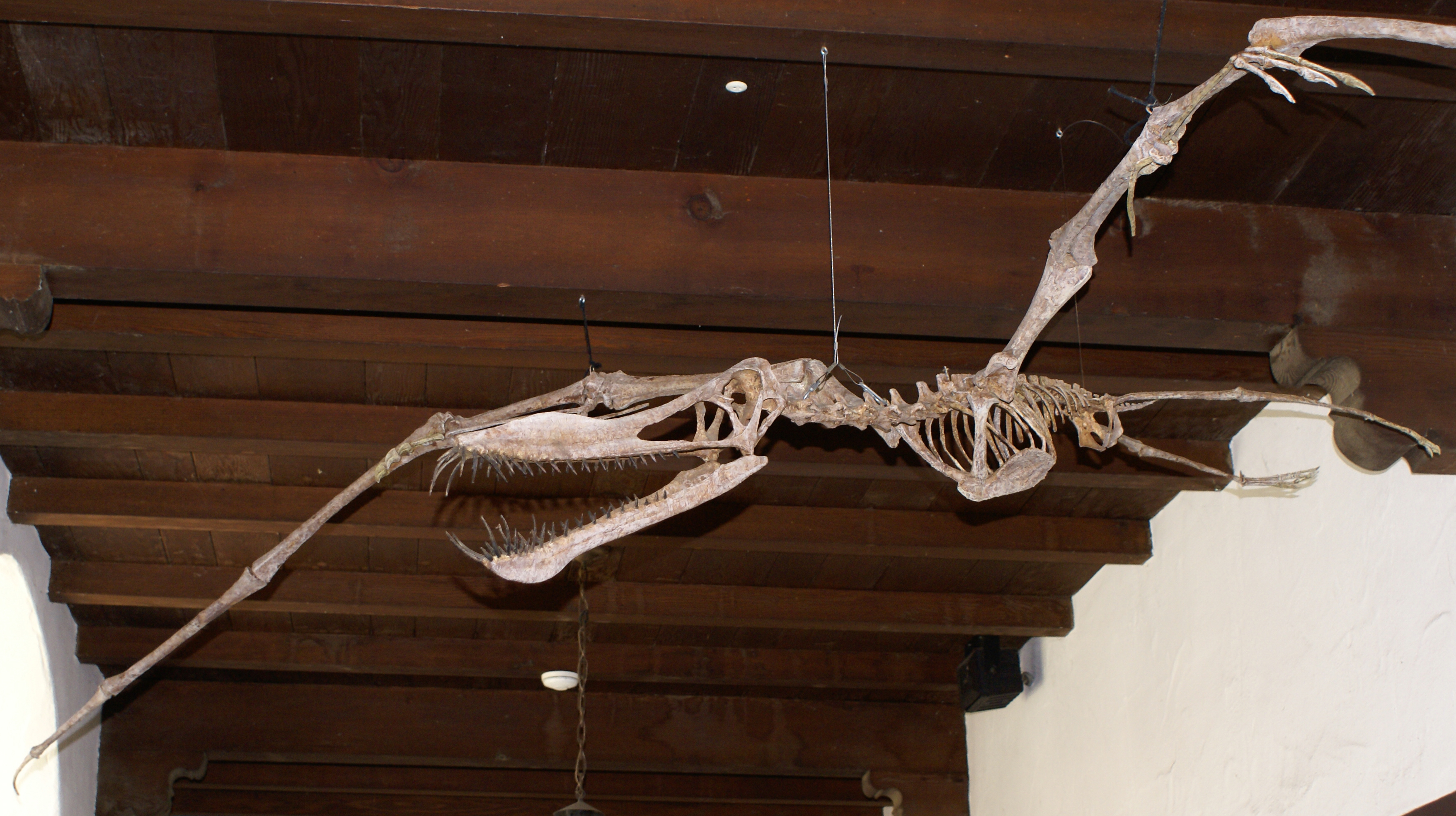
Anhanguera piscator

In 2000 benoemde Kellner voor een tweede keer een nieuwe soort binnen het geslacht Anhanguera: Anhanguera piscator. De soortaanduiding betekent 'visser' in het Latijn, een verwijzing naar de levenswijze als viseter. Het holotype NSM-PV 19892 bestaat uit een skelet met schedel en onderkaken, waarvan links of rechts de meeste onderdelen bekend zijn behalve wat halswervels en de darmbeenderen. Volgens anderen echter is ook dit een Coloborhynchus: C. piscator.

## Fylogenie
De plaatsing van Anhanguera is door de problematische relatie met andere geslachtsnamen ook omstreden geworden. Kellner wijst het toe aan een Anhangueridae. Unwin echter plaatst Anhanguera in de Ornithocheiridae binnen een Anhanguerinae.
Een studie uit 2013 leverde het volgende kladogram op.
|  | Anhanguera blittersdorffi                                                     |
|  |                                                                               |
|  | \| \| Anhanguera piscator \| \| \| \| \| \| "Anhanguera santanae" \| \| \| \| |
|  |                                                                               |
|  | Anhanguera piscator                                                           |
|  |                                                                               |
|  | "Anhanguera santanae"                                                         |
|  |                                                                               |

|  | Anhanguera piscator   |
|  |                       |
|  | "Anhanguera santanae" |
|  |                       |

|  | Anhanguera blittersdorffi                                                     |
|  |                                                                               |
|  | \| \| Anhanguera piscator \| \| \| \| \| \| "Anhanguera santanae" \| \| \| \| |
|  |                                                                               |
|  | Anhanguera piscator                                                           |
|  |                                                                               |
|  | "Anhanguera santanae"                                                         |
|  |                                                                               |

|  | Anhanguera piscator   |
|  |                       |
|  | "Anhanguera santanae" |
|  |                       |

|  | Anhanguera blittersdorffi                                                     |
|  |                                                                               |
|  | \| \| Anhanguera piscator \| \| \| \| \| \| "Anhanguera santanae" \| \| \| \| |
|  |                                                                               |
|  | Anhanguera piscator                                                           |
|  |                                                                               |
|  | "Anhanguera santanae"                                                         |
|  |                                                                               |

|  | Anhanguera piscator   |
|  |                       |
|  | "Anhanguera santanae" |
|  |                       |

|  | Anhanguera blittersdorffi                                                     |
|  |                                                                               |
|  | \| \| Anhanguera piscator \| \| \| \| \| \| "Anhanguera santanae" \| \| \| \| |
|  |                                                                               |
|  | Anhanguera piscator                                                           |
|  |                                                                               |
|  | "Anhanguera santanae"                                                         |
|  |                                                                               |

|  | Anhanguera piscator   |
|  |                       |
|  | "Anhanguera santanae" |
|  |                       |

|  | Ornithocheirus simus                                                                     |
|  |                                                                                          |
|  | \| \| Coloborhynchus clavirostris \| \| \| \| \| \| Coloborhynchus wadleighi \| \| \| \| |
|  |                                                                                          |
|  | Coloborhynchus clavirostris                                                              |
|  |                                                                                          |
|  | Coloborhynchus wadleighi                                                                 |
|  |                                                                                          |

|  | Coloborhynchus clavirostris |
|  |                             |
|  | Coloborhynchus wadleighi    |
|  |                             |

|  | Ornithocheirus simus                                                                     |
|  |                                                                                          |
|  | \| \| Coloborhynchus clavirostris \| \| \| \| \| \| Coloborhynchus wadleighi \| \| \| \| |
|  |                                                                                          |
|  | Coloborhynchus clavirostris                                                              |
|  |                                                                                          |
|  | Coloborhynchus wadleighi                                                                 |
|  |                                                                                          |

|  | Coloborhynchus clavirostris |
|  |                             |
|  | Coloborhynchus wadleighi    |
|  |                             |

|  | Anhanguera blittersdorffi                                                     |
|  |                                                                               |
|  | \| \| Anhanguera piscator \| \| \| \| \| \| "Anhanguera santanae" \| \| \| \| |
|  |                                                                               |
|  | Anhanguera piscator                                                           |
|  |                                                                               |
|  | "Anhanguera santanae"                                                         |
|  |                                                                               |

|  | Anhanguera piscator   |
|  |                       |
|  | "Anhanguera santanae" |
|  |                       |

|  | Anhanguera blittersdorffi                                                     |
|  |                                                                               |
|  | \| \| Anhanguera piscator \| \| \| \| \| \| "Anhanguera santanae" \| \| \| \| |
|  |                                                                               |
|  | Anhanguera piscator                                                           |
|  |                                                                               |
|  | "Anhanguera santanae"                                                         |
|  |                                                                               |

|  | Anhanguera piscator   |
|  |                       |
|  | "Anhanguera santanae" |
|  |                       |

|  | Anhanguera blittersdorffi                                                     |
|  |                                                                               |
|  | \| \| Anhanguera piscator \| \| \| \| \| \| "Anhanguera santanae" \| \| \| \| |
|  |                                                                               |
|  | Anhanguera piscator                                                           |
|  |                                                                               |
|  | "Anhanguera santanae"                                                         |
|  |                                                                               |

|  | Anhanguera piscator   |
|  |                       |
|  | "Anhanguera santanae" |
|  |                       |

|  | Anhanguera blittersdorffi                                                     |
|  |                                                                               |
|  | \| \| Anhanguera piscator \| \| \| \| \| \| "Anhanguera santanae" \| \| \| \| |
|  |                                                                               |
|  | Anhanguera piscator                                                           |
|  |                                                                               |
|  | "Anhanguera santanae"                                                         |
|  |                                                                               |

|  | Anhanguera piscator   |
|  |                       |
|  | "Anhanguera santanae" |
|  |                       |

|  | Ornithocheirus simus                                                                     |
|  |                                                                                          |
|  | \| \| Coloborhynchus clavirostris \| \| \| \| \| \| Coloborhynchus wadleighi \| \| \| \| |
|  |                                                                                          |
|  | Coloborhynchus clavirostris                                                              |
|  |                                                                                          |
|  | Coloborhynchus wadleighi                                                                 |
|  |                                                                                          |

|  | Coloborhynchus clavirostris |
|  |                             |
|  | Coloborhynchus wadleighi    |
|  |                             |

|  | Ornithocheirus simus                                                                     |
|  |                                                                                          |
|  | \| \| Coloborhynchus clavirostris \| \| \| \| \| \| Coloborhynchus wadleighi \| \| \| \| |
|  |                                                                                          |
|  | Coloborhynchus clavirostris                                                              |
|  |                                                                                          |
|  | Coloborhynchus wadleighi                                                                 |
|  |                                                                                          |

|  | Coloborhynchus clavirostris |
|  |                             |
|  | Coloborhynchus wadleighi    |
|  |                             |

## Uiterlijk en levenswijze
Hoe men Anghanguera wil beschrijven, hangt opnieuw af van welke soorten men ermee wil omvatten. A. blittersdorffi, A. santanae, en A. piscator zijn middelgrote soorten met een spanwijdte van vier à vijf meter en een geschat gewicht van een twaalf kilo, een lange kop, een kam op de schedel en onderkaak, en kleine tanden. Ze leefden door vis te vangen, zeker op meren maar vermoedelijk ook in de kustwateren.
Een studie uit 2013 concludeerde dat in het bekken van Anhanguera piscator het voorblad van het darmbeen 10° boven het horizontale vlak geheven was en dat dit het dier onmogelijk maakte alleen op de achterpoten te lopen.
In 2022 werd een specimen beschreven zonder snuitkam, een mogelijke aanwijzing dat dit een rijpingskenmerk was.